# Invasión de la Colonia del Cabo
La invasión de la Colonia del Cabo fue una expedición militar británica lanzada en 1795 contra la Colonia holandesa del Cabo en el Cabo de Buena Esperanza, en el extremo sur del sur de África. La colonia holandesa en el Cabo, establecida en el siglo XVII, era en ese momento el único puerto sudafricano viable para los barcos que realizaban el viaje desde Europa a las colonias europeas en las Indias Orientales. Por lo tanto, tenía una importancia estratégica vital, aunque de otro modo era económicamente insignificante. En el invierno de 1794, durante las Guerras revolucionarias francesas, las tropas francesas invadieron la República Holandesa que fue transformada en la República Bátava. En respuesta, Gran Bretaña lanzó operaciones contra el imperio neerlandés para usar sus instalaciones contra la Armada francesa.
La expedición británica fue dirigida por el vicealmirante sir George Keith Elphinstone, navegó en abril de 1795 y llegó a Simon's Town a finales de junio. Se intentó negociar un acuerdo con la colonia pero las conversaciones no lograron nada y se realizó un desembarco anfibio el 7 de agosto. Se libró una pequeña batalla en Muizenberg, y las escaramuzas entre las fuerzas británicas y holandesas continuaron hasta septiembre, cuando desembarcó una fuerza militar más grande. Con Ciudad del Cabo bajo amenaza, el gobernador holandés, Abraham Josias Sluysken, entregó la colonia. Elphinstone fortaleció la guarnición para prevenir el contraataque y estacionó un escuadrón de la Royal Navy fuera del puerto. Casi un año después, un convoy de refuerzo holandés llegó a la colonia pudo descubrir que estaba muy superado en número y se rindió sin luchar. La ocupación británica continuó hasta la Paz de Amiens en 1802 cuando fue devuelta a los holandeses. En 1806, durante las Guerras napoleónicas, una segunda invasión británica recuperó la colonia después de la Batalla de Blaauwberg y permaneció como colonia británica hasta el establecimiento de la Unión de Sudáfrica en 1910.

## Antecedentes
Las Guerras Revolucionarias Francesas, que comenzaron en 1792, después de la Revolución Francesa, se expandieron en enero de 1793 cuando la República Francesa declaró la guerra a la República Holandesa y al Reino de Gran Bretaña. Estos eventos bélicos llevaron la guerra al Océano Índico, donde Gran Bretaña y los Países Bajos mantuvieron imperios lucrativos. El comercio de estos imperios fue amenazado por corsarios y buques de guerra franceses que operaban desde Île de France, ahora Mauricio pero estaba protegido en las aguas del sur de África por la presencia del Dutch Cape Colony. Situada en el Cabo de Buena Esperanza, la Colonia del Cabo se estableció en el siglo XVII para ofrecer un puerto de navegación entre Europa y las Indias Orientales, y en la década de 1790 siguió siendo la única entre Río de Janeiro y la India británica.
La Colonia del Cabo se administró desde dos ciudades, la más grande de Ciudad del Cabo en la amplia Bahía de la Mesa mirando hacia el oeste y la más pequeña de Simon's Town en Bahía Falsa, orientada al sur. Ninguna de las bahías estaba protegida de las tormentas del Atlántico y ambas eran notoriamente peligrosas, con vientos, corrientes y rocas que representaban considerables amenazas para el transporte marítimo. Más allá de su importancia como puerto de reabastecimiento para las Indias, la colonia tuvo poco valor económico en la década de 1790 y fue defendida por una guarnición de aproximadamente 1000 soldados regulares holandeses complementados por milicia Bóer y unidades locales de Khoikhoi, comandadas por General Abraham Josias Sluysken y el coronel Robert Jacob Gordon, en total unos 3600 soldados. Esta guarnición estaba centrada en el Castillo de Buena Esperanza y operaba desde una serie de fortificaciones costeras que protegían la Bahía de la Mesa. La Bahía falsa estaba más débilmente defendida, cubierta solo por dos baterías ligeramente armadas.
En el invierno de 1794, los soldados franceses invadieron Holanda y capturaron Ámsterdam. Después de que el lugarteniente, Guillermo I, huyera a Gran Bretaña, la República holandesa fue reconstituida como la República Bátava por los revolucionarios. En Gran Bretaña, Guillermo I emitió las Kew Letters instruyendo a sus gobernadores coloniales a cooperar con las fuerzas de ocupación británicas. A instancias de sir Francis Baring, el Secretario de Estado para la Guerra, Henry Dundas, autorizó una misión para garantizar el control de la Colonia del Cabo y eliminar la posible amenaza que suponía para el comercio de las Indias Orientales. El Almirantazgo envió dos escuadrones de combate al cabo el 3 de 1795 abril, uno bajo el mando del vicealmirante Sir George Keith Elphinstone y el otro bajo el del Commodore John Blankett, llevando una pequeña fuerza expedicionaria de 515 soldados del Regimiento 78.º de pie al mando del Mayor General Sir James Henry Craig. Una fuerza mayor bajo el mando del general Alured Clarke recibió instrucciones de seguir a estos escuadrones el 15 de mayo con tropas y suministros para una campaña más larga, con órdenes de mantener en Salvador hasta que se los requiriesen.

## Invasión

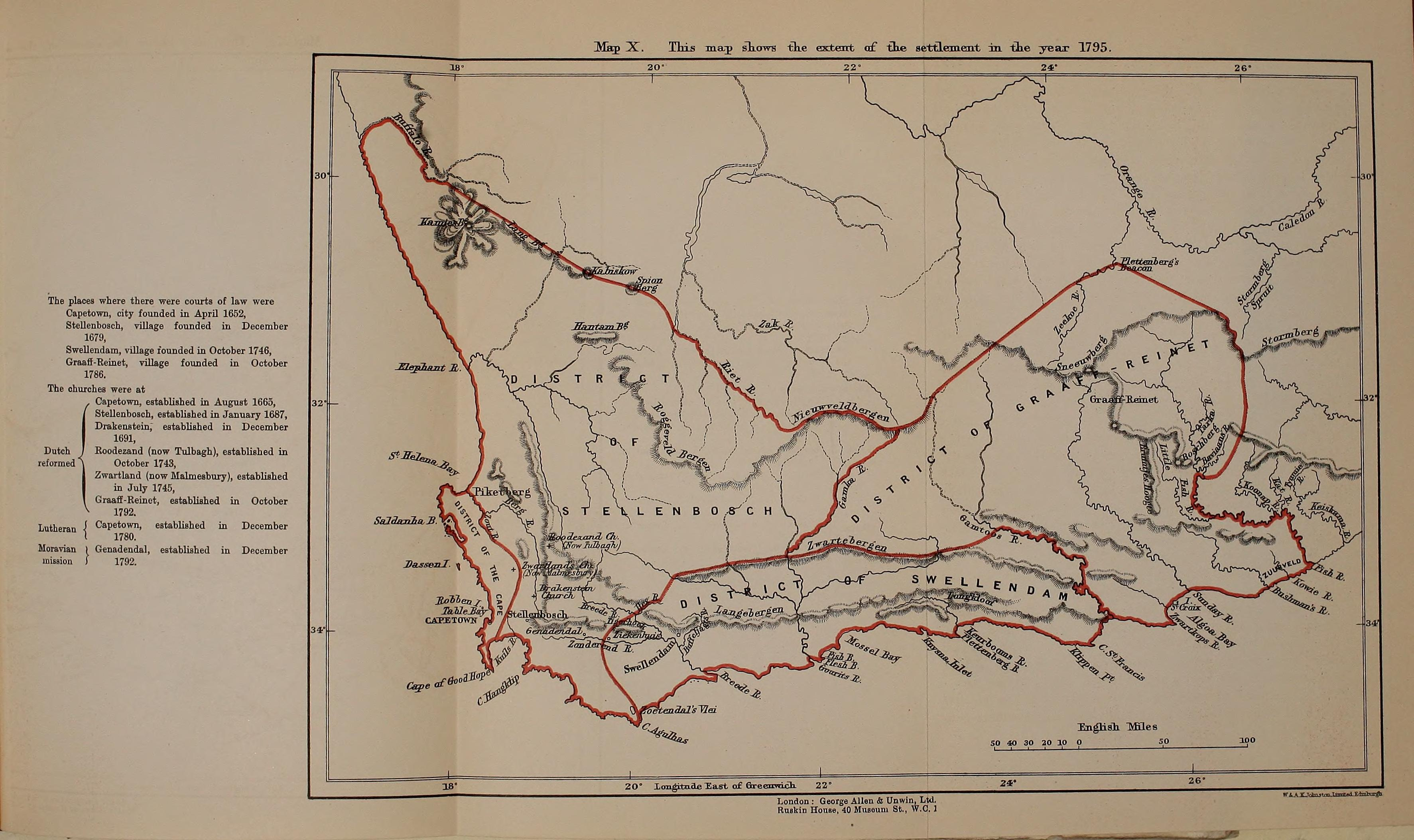
Alcance de la Colonia holandesa del Cabo en 1795. Ciudad del Cabo se encuentra en la parte inferior izquierda

Blankett y Elphinstone se unieron en el Cabo el 10 de junio de 1795 y anclaron en Simon's Bay. Allí enviaron mensajes a Sluysken ofreciendo una alianza contra los franceses. Sin embargo, el gobernador holandés se mostró inclinado a resistir, evacuando a la población civil de Simon's Town a principios de julio y haciendo preparativos para arrasar la ciudad. Para evitar esto, Craig consiguió 800 soldados y la Royal Marines el 14 de julio, que ocuparon Simon's Town mientras que los holandeses se retiraron al paso en Muizenberg a través del cual pasaron el camino a Ciudad del Cabo. Durante el mes siguiente, los dos ejércitos observaron una tregua incómoda, interrumpida por patrullas ocasionales y francotiradores. Durante este período, Elphinstone y Sluysken continuaron las negociaciones para la rendición de la colonia. Estas negociaciones se estancaron por las disputas en el gobierno colonial sobre la legitimidad del depuesto Guillermo de Orange y la sospecha sobre las intenciones británicas. Mientras continuaban los debates, a los enviados británicos se les permitió la libre circulación en Ciudad del Cabo, haciendo observaciones detalladas de las defensas.
Elphinstone se preocupó de que las posiciones holandesas fueran demasiado fuertes para que sus fuerzas abrumaran, y el 19 de junio envió al HMS Sphinx para solicitar asistencia de la flota de Clarke. El 7 de agosto, con las negociaciones estancadas, Elphinstone ordenó un ataque al paso en Muizenberg. Las fuerzas de Craig fueron complementadas con 1000 marineros del escuadrón de Elphinstone redesplegados en tierra bajo los capitanes Temple Hardy y John William Spranger. Entre esta fuerza había una cantidad de ciudadanos estadounidenses que inmediatamente desertaron a los holandeses y se les prometió la repatriación. Al mediodía del 7 de agosto los navíos «HMS America», «HMS Stately», «HMS Echo» y «HMS Rattlesnake» abrieron fuego contra posiciones holandesas avanzadas. El fuego de retorno de las armas de campaña holandesas mató a dos hombres en el «HMS América» e hirió a otros tres, mientras que las tropas de Craig pudieron avanzar contra las posiciones holandesas y apoderarse de ellas, con los defensores holandeses retrocediendo confundidos. Un segundo ataque de los soldados del 78.º capturó una altura rocosa cercana y a la mañana siguiente fue expulsado un contraataque holandés por los marineros e infantes de marina de Hardy.
Los holandeses volvieron a Wynberg, pero las fuerzas británicas no fueron lo suficientemente fuertes como para avanzar, sufriendo escasez de alimentos y municiones. Las posiciones de Elphinstone fueron, sin embargo, mejoradas por los refuerzos, que llegaron a Arniston el 9 de agosto, así como por la desorganización en el comando holandés, lo que provocó un estancamiento. El comandante británico autorizó posteriormente la captura de cinco buques mercantes de las Indias Orientales Neerlandesas fondeados en Simon's Town el 18 de agosto. La escaramuza continuó durante todo el mes, con ataques holandeses más fuertes el 1 y 2 de septiembre, seguidos de un asalto planificado más grande contra Simon's Town el 3 de septiembre en el que Sluysken comprometió todas sus reservas incluyendo 18 cañones. Esa mañana se vieron 14 barcos de East India Company llegando a Simon's Bay y el ataque fue cancelado. Estas naves fueron la flota de refuerzo bajo el mando de Clarke, que desembarcó a 4000 soldados de los Regimientos 95.º y 98.º de a pie, los 2.º Batallones de los Regimientos 78.º y 84.º de a pie y un contingente de tropas «EIC de Santa Helena,»  en Simon's Town para una campaña terrestre contra Ciudad del Cabo. El ejército de Clarke avanzó contra piquetes holandeses, y sufrió las pérdidas de un muerto y 17 heridos en escaramuzas. Para apoyar esta operación, Elphinstone envió al América, al Rattlesnake y el Echo al castillo de Indiaman Bombay para bloquear Ciudad del Cabo y proporcionar apoyo de artillería. Superado en número y rodeado, Sluysken solicitó una tregua de 48 horas a Clarke, pero se le dio un ultimátum de 24 horas para rendirse. Al no ver otra alternativa, el gobernador holandés pasó el control de su colonia a los británicos el 15 de septiembre de 1795, aunque permitió que aproximadamente 40 desertores británicos en Ciudad del Cabo, en su mayoría estadounidenses requisados, escaparan al campo antes de que se cumpliera el plazo.

### Orden de batalla de Elphinstone
| Escuadra de Elphinstone | Escuadra de Elphinstone | Escuadra de Elphinstone | Escuadra de Elphinstone | Escuadra de Elphinstone                                                     | Escuadra de Elphinstone | Escuadra de Elphinstone | Escuadra de Elphinstone | Escuadra de Elphinstone | Escuadra de Elphinstone | Escuadra de Elphinstone |
| Navío                   | Clase                   | Cañones                 | Armada                  | Comandante                                                                  |                         |                         |                         |                         |                         |                         |
| ----------------------- | ----------------------- | ----------------------- | ----------------------- | --------------------------------------------------------------------------- | ----------------------- | ----------------------- | ----------------------- | ----------------------- | ----------------------- | ----------------------- |
| HMS Monmouth            | Tercera categoría       | 74                      | Royal Navy              | Vicealmirante sir William George Keith Elphinstone Capitán John Elphinstone |                         |                         |                         |                         |                         |                         |
| HMS Victorious          | Tercera categoría       | 74                      | Royal Navy              | Capitán William Clark                                                       |                         |                         |                         |                         |                         |                         |
| HMS Arrogant            | Tercera categoría       | 74                      | Royal Navy              | Capitán Richard Lucas                                                       |                         |                         |                         |                         |                         |                         |
| HMS America             | Tercera categoría       | 64                      | Royal Navy              | Capitán John Blankett                                                       |                         |                         |                         |                         |                         |                         |
| HMS Stately             | Tercera categoría       | 64                      | Royal Navy              | Capitán Billy Douglas                                                       |                         |                         |                         |                         |                         |                         |
| HMS Echo                | Ship-Sloop              | 16                      | Royal Navy              | Capitán Temple Hardy                                                        |                         |                         |                         |                         |                         |                         |
| HMS Rattlesnake         | Ship-Sloop              | 16                      | Royal Navy              | Capitán John William Spranger                                               |                         |                         |                         |                         |                         |                         |
| Fuente:                 |                         |                         |                         |                                                                             |                         |                         |                         |                         |                         |                         |

## Consecuencias
Las pérdidas británicas totales fueron cuatro muertos y 54 heridos. Capturado en Table Bay fueron la fragata holandesa Castor y el bergantín mercantil de 14 cañones Star. Los británicos tomaron el Castor como HMS Saldanha y Star como HMS Hope, ambos en servicio. El escuadrón sustancial de Elphinstone permaneció en la estación en el Cabo para disuadir los esfuerzos para recuperar la colonia. Partes de esta fuerza fueron desplegadas posteriormente para reforzar las fuerzas británicas en el Océano Índico. El bloqueo de Île de France fue restaurado y el Arrogant y el Victorious fueron enviados a las Indias orientales holandesas donde luchó en una batalla inconclusa con un escuadrón francés frente a Sumatra en septiembre de 1796. El propio Elphinstone navegó hacia Madrás, donde recibió informes de que una fuerza naval bátava había navegado desde la República Batavia para recuperar la Colonia del Cabo. El almirante regresó a Ciudad del Cabo y reunió un gran escuadrón para esperar la llegada de los holandeses. Otros informes revelaron la fuerza y el progreso de los holandeses y Elphinstone tuvo tiempo suficiente para preparar a su escuadrón para la llegada y aumentar la guarnición en tierra. El contraalmirante holandés, Engelbertus Lucas pasó casi seis meses con el pasaje y no obtuvo información sobre las defensas británicas. Por eso, cuando llegó del Cabo, pronto fue descubierto por Elphinstone en la bahía de Saldanha e intimidado para que se rindiera sin luchar.
No se realizaron más ataques contra la Colonia del Cabo durante el curso de la guerra. Elphinstone regresó a Gran Bretaña en octubre de 1796 y posteriormente recibió el título de Barón Keith por su servicio en la captura y defensa de El Cabo, una recompensa que el historiador C. Northcote Parkinson dice de ella que en general, es fácil de ganar. En la Paz de Amiens, en 1802, uno de los términos del tratado devolvió la Colonia del Cabo, junto con todas las colonias holandesas capturadas excepto Ceilán, a la República de Batavia. La paz fue efímera, y después del estallido de las Guerras Napoleónicas en 1803 se planeó una segunda invasión británica, ejecutada en 1806 con la victoria asegurada después de la Batalla de Blaauwberg. La Colonia del Cabo permaneció como parte del Imperio Británico hasta su independencia como parte de una Sudáfrica unificada en 1910.